# Tanystropheus
Il tanistrofeo (gen. Tanystropheus) è un rettile estinto, appartenente ai protorosauri. Visse nel Triassico medio e forse nel Triassico superiore (circa 240 - 220 milioni di anni fa) e i suoi resti fossili sono stati ritrovati in Europa, Medio Oriente e Cina. Era caratterizzato da un collo eccezionalmente lungo, sostenuto da nove vertebre cervicali molto lunghe.

## Descrizione
Questo rettile aveva un aspetto decisamente insolito, dovuto principalmente all'estrema lunghezza del collo. Quest'ultimo, infatti, misurava circa la metà della lunghezza dell'intero animale. Gli esemplari adulti di Tanystropheus potevano raggiungere i 6 metri, e il collo (formato da 9 o 12  vertebre allungatissime, a seconda della specie) era lungo 3 metri. La struttura corporea dell'animale era gracile e leggera, e oltre al collo smisurato Tanystropheus possedeva un corpo snello.
Il cranio era corto e piatto, ma con un muso allungato. Gli individui di taglia piccola (di solito considerati giovani) possiedono una dentatura comprendente denti aguzzi e conici all'estremità anteriore delle fauci, denti a tre punte nella zona posteriore della bocca e alcuni denti arrotondati nella zona palatale. Gli individui di taglia maggiore (tipicamente considerati gli adulti) sono sprovvisti della dentatura nelle ossa del palato, e lungo il margine delle mascelle sono presenti solo denti conici. 

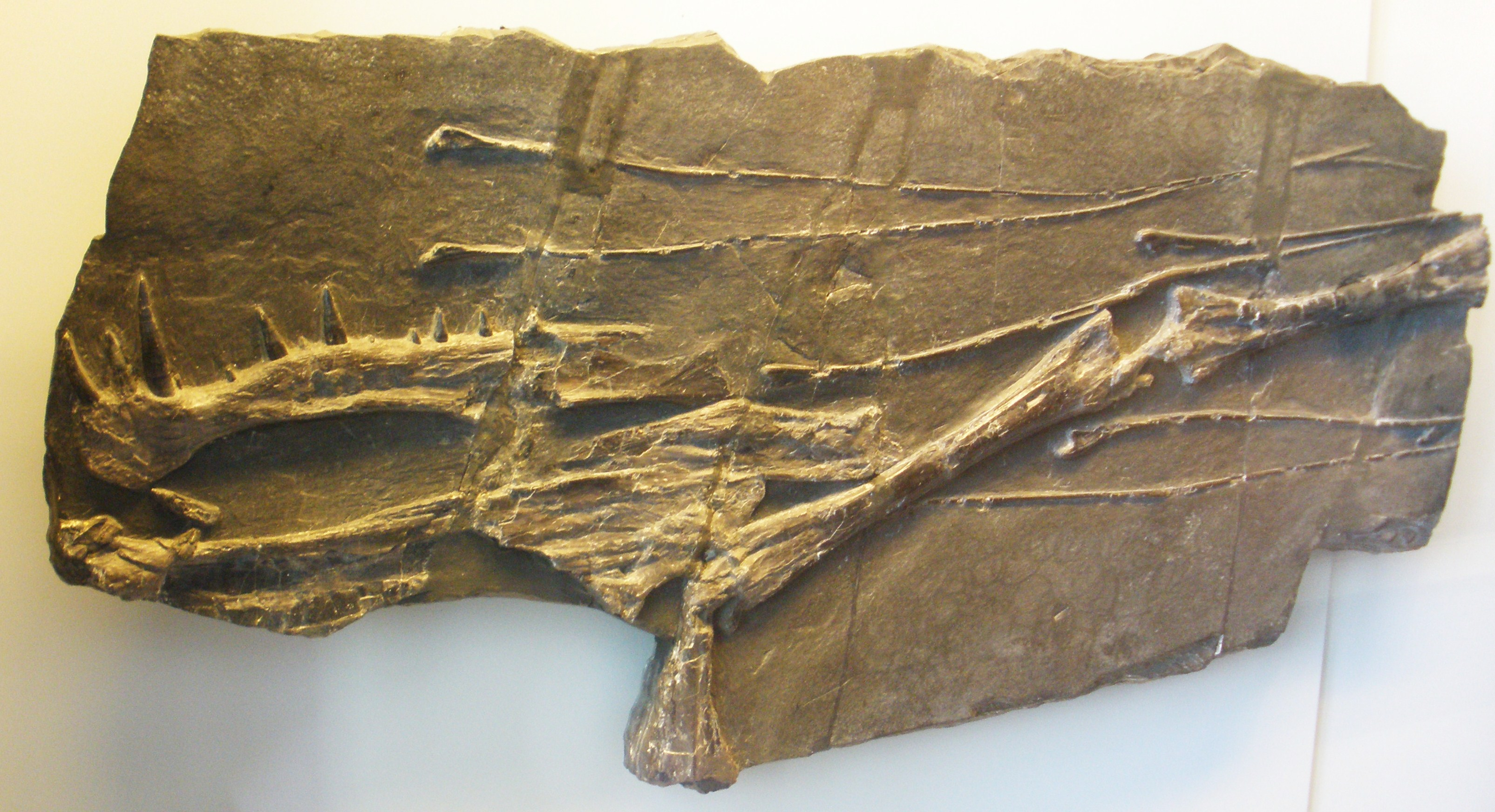
Fossili di Tanystropheus longobardicus. In evidenza i denti aguzzi sulla mandibola

Il collo allungatissimo era formato da dodici vertebre eccezionalmente lunghe, che portavano coste filiformi e riunite in fasci al di sotto delle vertebre che, nell'animale in vita, dovevano tenere il collo rigido. Il tronco era breve e così la coda, non appiattita lateralmente (come ci si aspetterebbe invece in un animale adattato alla vita acquatica). Gli arti erano lunghi ed esili, con quelli posteriori più lunghi di quelli anteriori. Tarso e carpo erano poco ossificati (ovvero con pochi elementi ossei) e nell'animale in vita dovevano contenere numerosi elementi cartilaginei. La prima falange del quinto dito era insolitamente allungata e simile ai metatarsi.

## Classificazione

### Storia delle scoperte
Le prime ossa fossili di questo animale vennero scoperte verso la metà dell'Ottocento in Germania. Questi resti, comprendenti ossa isolate di forma allungata e conservatesi tridimensionalmente, vennero studiati dal paleontologo Hermann von Meyer, il quale li considerò vertebre della coda di un grande dinosauro fino allora sconosciuto, che venne denominato Tanystropheus conspicuus. 

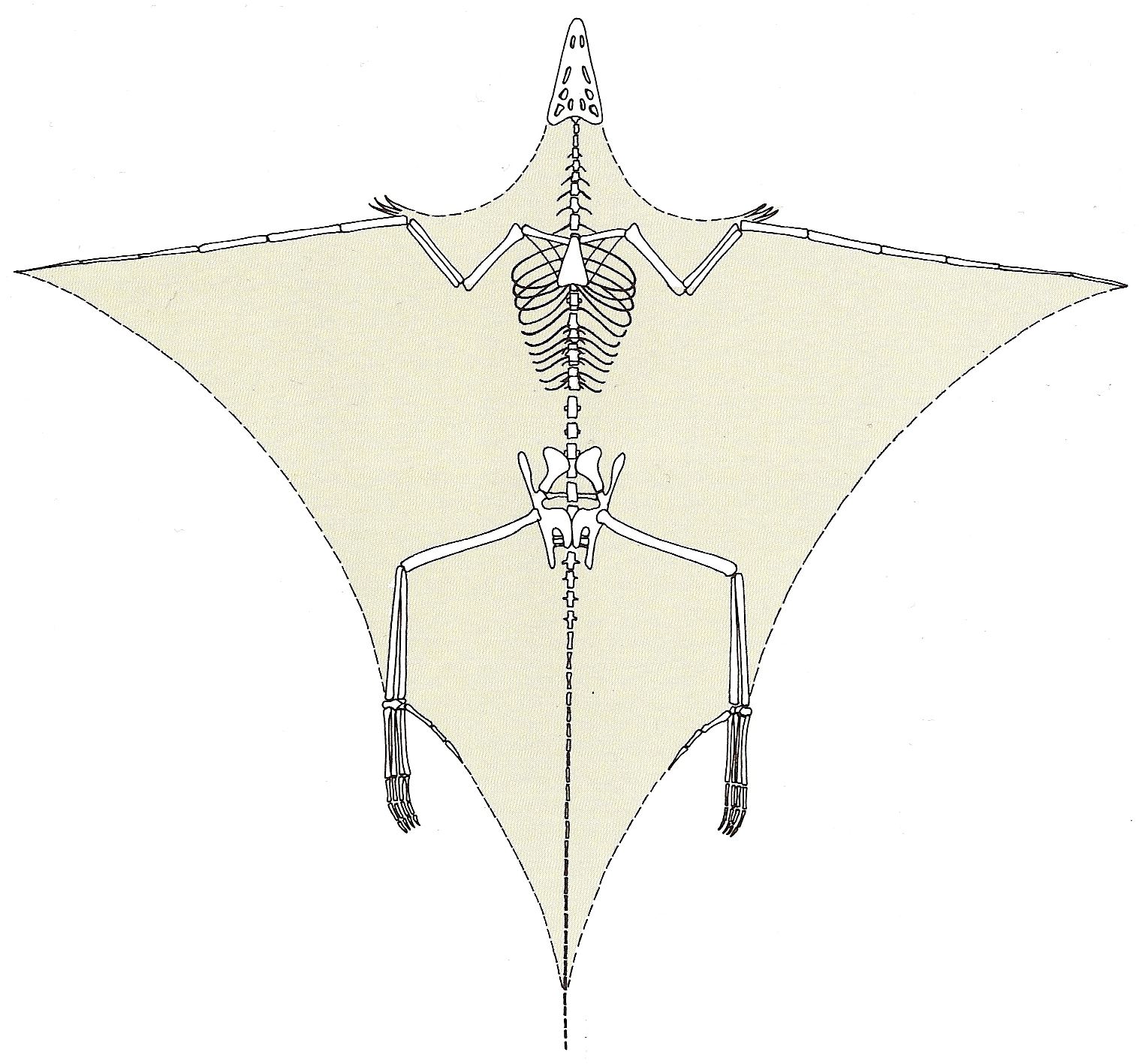
Tanystropheus (= "Tribelesodon"), ricostruito da Nopcsa come un rettile volante.

Nel 1886 a Besano, nei pressi del confine tra Italia e Svizzera, vennero trovate numerose ossa di un grosso animale; il fossile venne preso in esame da Francesco Bassani, il quale notò alcune ossa lunghe e sottili articolate fra loro, e pensò di trovarsi di fronte a una serie di falangi simili a quelle che costituiscono il dito allungato degli pterosauri (quello che sorregge la membrana alare). Bassani quindi interpretò il fossile come quello di uno pterosauro,  e lo denominò Tribelesodon longobardicus ("dente a tre punte della Lombardia") a causa di alcuni denti a tre punte rinvenuti nella stessa lastra. La scoperta fece molto scalpore in quanto non si conoscevano, fino ad allora, rettili volanti del Triassico. Nel 1923 Franz Nopcsa ebbe modo di visionare il fossile e convalidò l'interpretazione di Bassani, ipotizzando anche una ricostruzione.
Pochi anni dopo, però, Peyer recuperò sul versante svizzero dello stesso giacimento (Monte San Giorgio) uno scheletro quasi completo di piccole dimensioni, che aiutò a comprendere la vera natura dei fossili descritti in precedenza da von Meyer e Bassani. Tribelesodon non era un rettile volante, bensì un animale dal corpo simile a quello di una lucertola e dotato di un collo lunghissimo: le ossa allungate descritte come falangi (da Bassani) e come vertebre caudali (nell'esemplare tedesco di von Meyer) erano in realtà le vertebre del collo, insolitamente allungate e sottili. Tanystropheus ebbe la priorità come nome generico, ma gli esemplari di Besano mantennero il nome specifico (T. longobardicus) in quanto si ritenne che potessero rappresentare una specie simile, ma distinta, rispetto a quella tedesca.  Peyer descrisse quindi il nuovo esemplare nel 1931. 

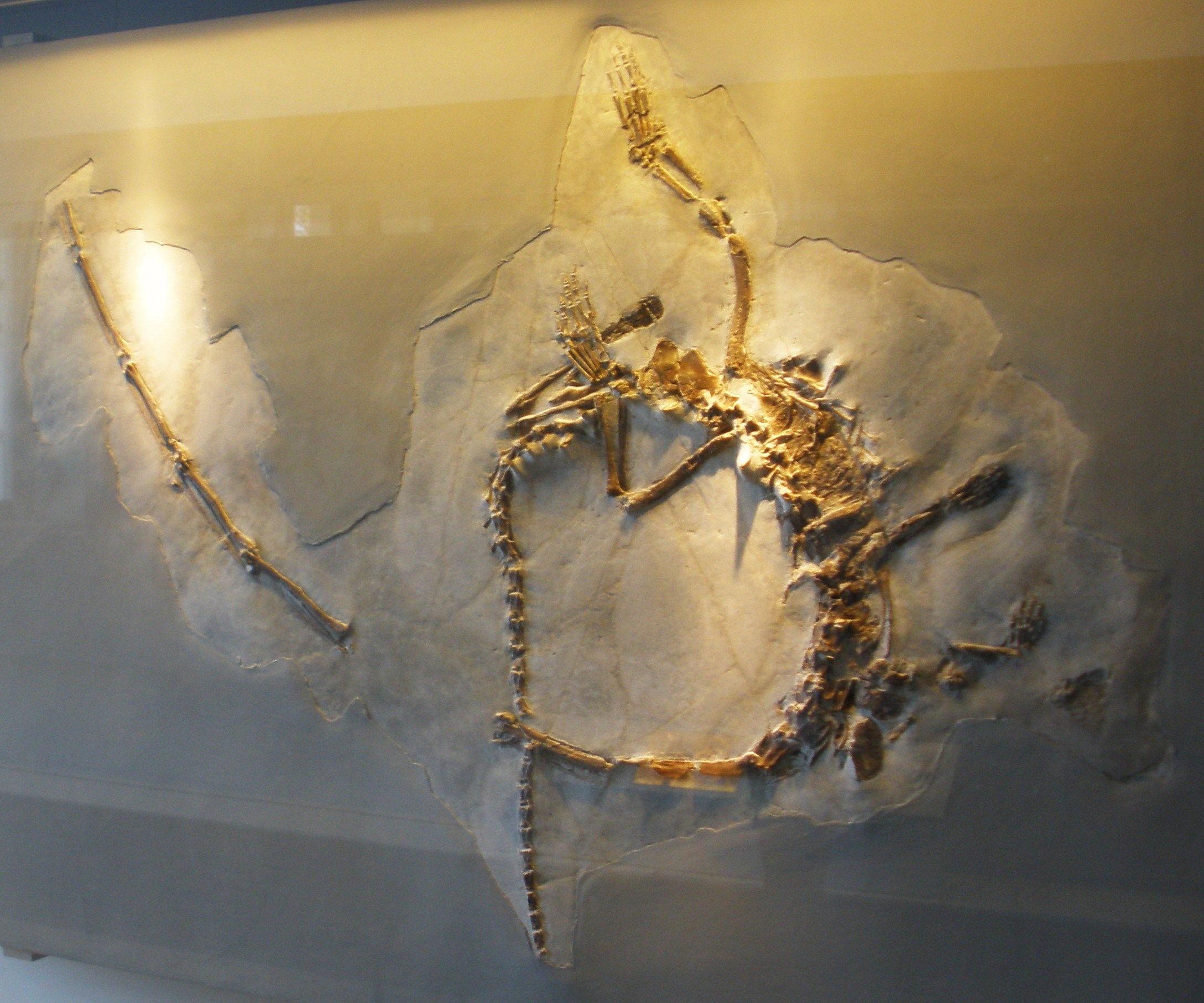
Fossile di Tanystropheus longobardicus

Altri resti di tanistrofeo vennero in seguito rinvenuti in Svizzera e in Italia, e nel 1974 Rupert Wild pubblicò una notevole monografia su questo rettile. Ulteriori scheletri vennero trovati in seguito sempre nella zona di Besano / Monte San Giorgio: a cavallo tra gli anni Settanta e gli anni Ottanta (e ancora tra gli anni Novanta e il nuovo millennio) l'Università di Milano e il museo di storia naturale della medesima città intrapresero nuovi e più completi scavi a Besano (e in territorio elvetico), anche per ripristinare le collezioni di rettili fossili del Triassico, distrutte quasi integralmente durante i bombardamenti alleati nel corso della seconda guerra mondiale. In questo contesto furono recuperati numerosi resti di Tanystropheus, tra cui un esemplare descritto nel 2006 da Silvio Renesto e completo di parti molli, e altri esemplari descritti da Stefania Nosotti nel 2007.
Resti di Tanystropheus sono stati ritrovati anche in altre zone d'Europa (Germania, Romania), in Israele e in Cina, a testimonianza dell'ampia diffusione di questo animale lungo le coste dell'antico oceano Tetide.

### Filogenesi
Il tanistrofeo è considerato un insolito rappresentante dei prolacertiformi (o protorosauri); questo gruppo di rettili fu inizialmente accostato alle lucertole e ai serpenti, ma in seguito altri studi determinarono che le loro parentele erano da ricercare all'interno del gruppo degli arcosauromorfi (il clade che contiene anche coccodrilli, dinosauri e uccelli). Tanystropheus visse principalmente nel Triassico medio (Anisico/Ladinico, circa 245/235 milioni di anni fa) ed è un rappresentante della famiglia Tanystropheidae, che comprende anche protorosauri di dimensioni minori come Tanytrachelos del Triassico superiore del Nordamerica. 
Oltre alla specie tipo (T. conspicuus della Germania) e alla specie T. longobardicus (Italia e Svizzera), sono state descritte altre specie di Tanystropheus: T. biharicus (della Romania), T. haasi (di Israele) e T. fossai (proveniente dall'Italia). Quest'ultima specie (nota per resti molto incompleti) è la più recente del genere Tanystropheus e risale al Triassico superiore (Norico, circa 215 milioni di anni fa); uno studio del 2019 ha indicato che T. fossai non era parte del genere Tanystropheus, bensì di un nuovo genere, Sclerostropheus.  Sempre dalla zona di Monte San Giorgio proviene T. meridensis, a volte considerata conspecifica con T. longobardicus.
Uno studio di Stefania Nosotti pubblicato nel 2007 ha inoltre ipotizzato che gli esemplari di dimensioni minori di T. longobardicus, solitamente considerati esemplari giovani, possano essere in realtà una specie a sé stante. Fossili in buono stato di conservazione provenienti dalla Cina sono stati attribuiti al genere Tanystropheus senza però definirne l'appartenenza a livello specifico (Rieppel et al, 2010).
Altri resti precedentemente attribuiti a Tanystropheus sono stati in seguito ridescritti come appartenenti ad altri generi di tanistrofeidi, come Protanystropheus e Amotosaurus.

## Paleobiologia

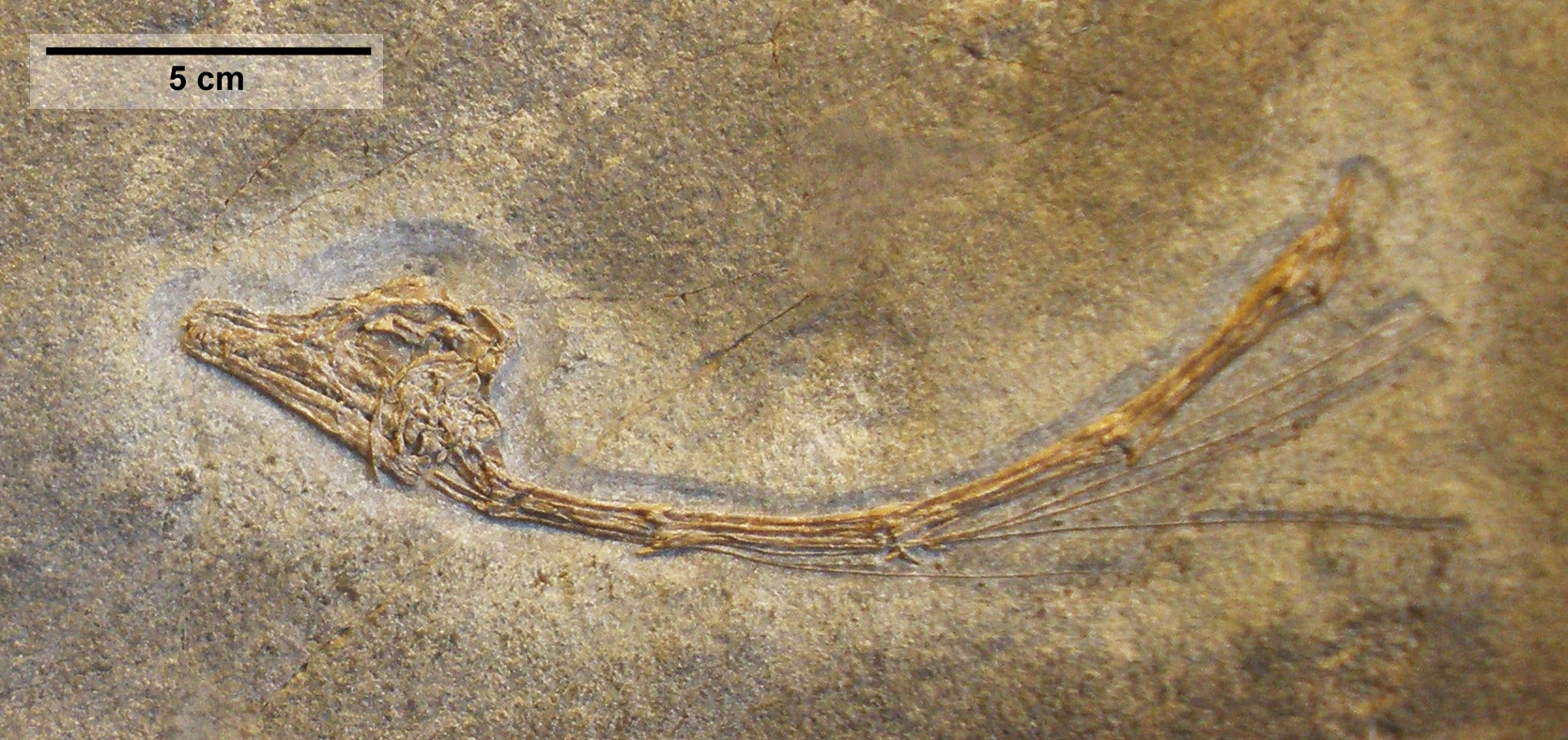
Fossile di testa e collo di Tanystropheus meridensis

Con il suo collo incredibilmente lungo ma piuttosto rigido, Tanystropheus è stato spesso ritenuto un rettile acquatico o semiacquatico; questa teoria sarebbe comprovata dal fatto che i fossili di questo animale vengono spesso ritrovati in sedimenti formatisi in ambiente semiacquatico, dove invece i fossili di rettili terrestri sono scarsi. Il tanistrofeo è spesso considerato un rettile piscivoro, a causa della presenza di un muso stretto e allungato, con tanto di denti aguzzi che si intersecavano fra loro quando le fauci erano chiuse. In alcuni esemplari di piccola taglia (giovani?) sono però presenti denti tricuspidati che potrebbero indicare una dieta insettivora; in ogni caso, un simile tipo di dentatura è riscontrata in altri rettili triassici come Eudimorphodon e Langobardisaurus, entrambi considerati piscivori. Inoltre, sono stati ritrovati resti degli uncini dei tentacoli di cefalopodi e alcune scaglie di pesce nei pressi della regione ventrale di alcuni esemplari (Wild, 1974).
Il collo estremamente lungo ha sempre posto problemi di interpretazione riguardo alla sua mobilità; sembra inoltre che questo crescesse più velocemente rispetto alle altre parti del corpo. 

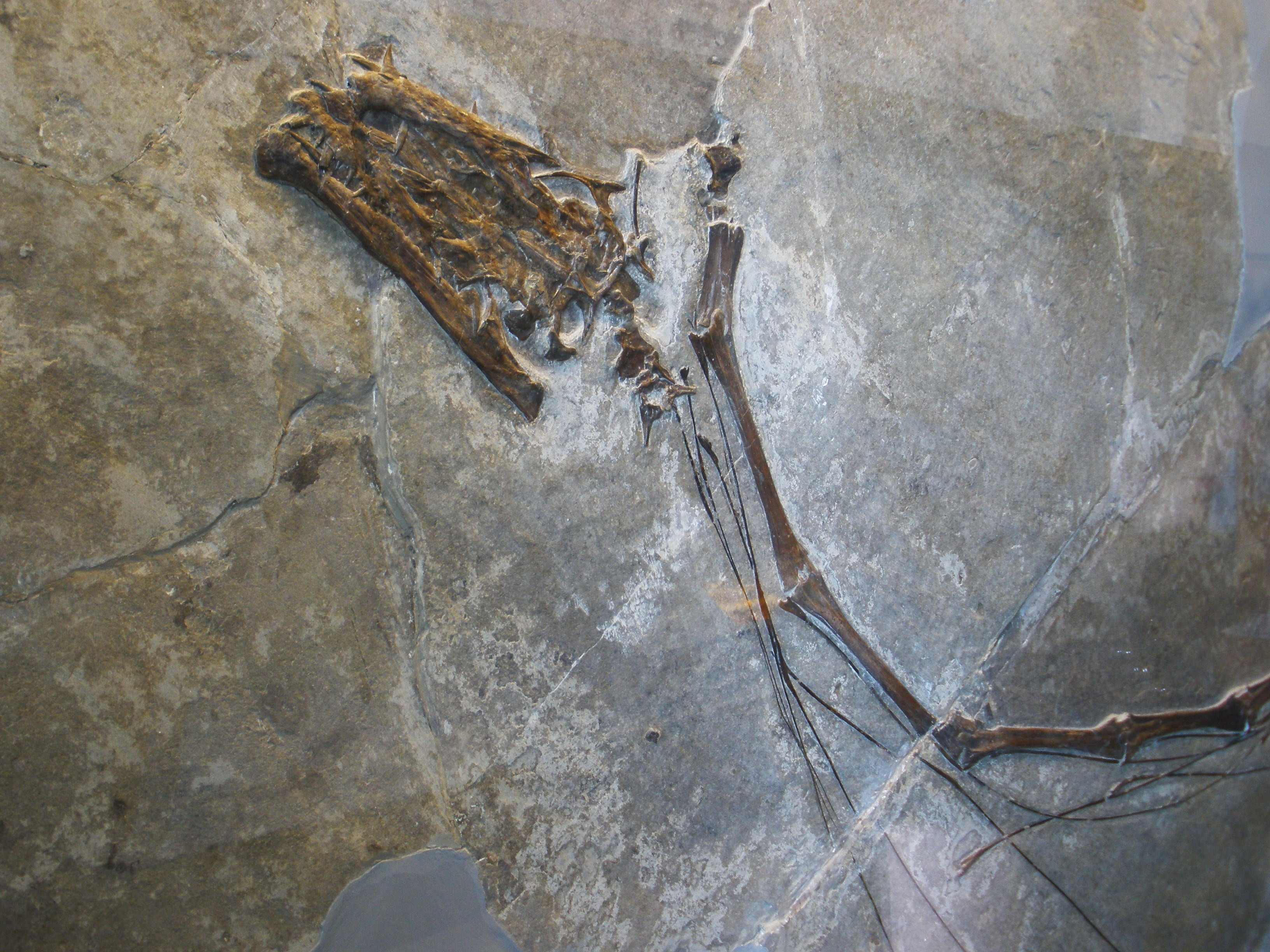
Fossile di testa e collo di Tanystropheus longobardicus

In uno studio del 2006, Silvio Renesto ha descritto un esemplare scoperto in Svizzera in cui si sono conservate le impronte della pelle e altri tessuti molli. Renesto interpretò questi resti come una prova per uno stile di vita differente: secondo questa ipotesi, Tanystropheus viveva lungo la riva, predando pesci e altri animali marini grazie al lungo collo e ai denti aguzzi. L'esemplare mostra un insolito “materiale nero” attorno alla base della coda, contenente alcune sferule di carbonato di calcio; ciò suggerisce una notevole massa muscolare dietro la regione del bacino. Oltre a contenere potenti muscoli delle zampe posteriori, questa massa muscolare insolitamente grande potrebbe aver spostato il peso dell'animale nella parte posteriore del corpo, stabilizzando l'animale quando manovrava il lungo e pesante collo. L'esemplare conserva inoltre la prima impronta di pelle fossile di Tanystropheus: l'animale era ricoperto da scaglie semi-rettangolari e che non si sovrapponevano fra loro.
Uno studio del 2007 condotto da Stefania Nosotti ha invece riaffermato l'ipotesi di uno stile di vita tendenzialmente acquatico. Tanystropheus non doveva essere un nuotatore molto efficiente, e forse procedeva nel mezzo liquido grazie a ondulazioni della parte posteriore del corpo e della coda. Il collo era invece tenuto rigido in avanti. La struttura delle vertebre e delle coste cervicali indica che il collo possedeva una scarsa mobilità sul piano verticale. Tanystropheus potrebbe aver tenuto il suo collo diritto davanti a sé, mentre nuotava lentamente verso le sue prede; il collo era lungo e sottile, e probabilmente poteva addentrarsi nei banchi di pesci senza metterli in allarme. Si suppone però che il predatore dovesse essere piuttosto veloce per ghermire le prede, mentre la morfologia del collo indica che fosse piuttosto lento.
Ulteriori studi, basati sia su prove tafonomiche (Beardmore e Furrer, 2018) che su prove morfologiche (Renesto e Saller, 2018) indicherebbero un habitat costiero per Tanystropheus.

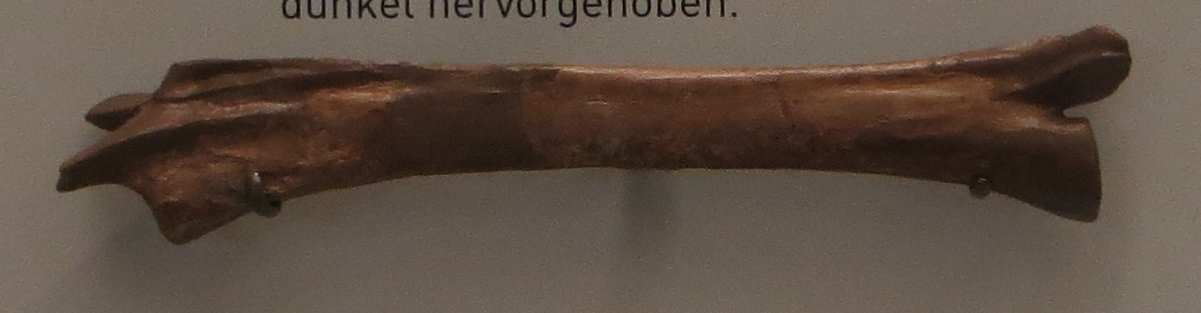
Vertebra del collo di Tanystropheus conspicuus

## Bibliografia

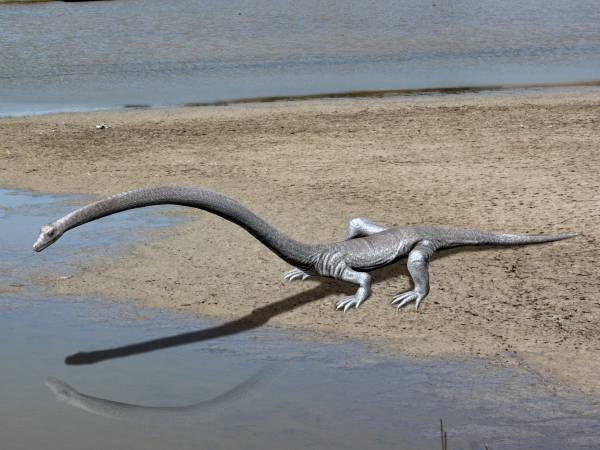
Ricostruzione di Tanystropheus